# The Kid Laroi
Charlton Kenneth Jeffrey Howard (Sídney, Nueva Gales Del Sur; 17 de agosto de 2003), conocido artísticamente como The Kid Laroi,es un rapero y cantautor australiano.
Originalmente obtuvo reconocimiento por su asociación con el rapero estadounidense Juice WRLD mientras estaba de gira en Australia. Ganó seguidores locales antes de firmar un contrato discográfico conjunto con Lil Bibby Grade A Productions y Columbia Records. Obtuvo el reconocimiento con su sencillo de 2021 «Stay» (con Justin Bieber), que alcanzó la cima de las listas de éxitos en numerosos países, incluida su Australia natal, así como en el Canadian Hot 100 y el Billboard Hot 100.
Laroi es conocido por sus sencillos «Go» (con Juice WRLD), «Let Her Go», «Diva» (con Lil Tecca), «Addison Rae» y «Stay» (con Justin Bieber). Su mixtape debut, F*ck Love, fue lanzado el 24 de julio de 2020.

## Primeros años
Charlton Kenneth Jeffrey Howard nació el 17 de agosto de 2003 en Waterloo, Sídney, Australia. Luego se mudó a Broken Hill a la edad de 7 años. Cuando tenía 11 años, regresó a Waterloo y dos años más tarde comenzó su carrera musical. Desde muy joven, su madre le tocaba música de los Fugees, Erykah Badu y Tupac.[cita requerida]

## Carrera
En 2018, Laroi llamó la atención después de convertirse en finalista en la alta competencia Triple J Unearthed. Más tarde firmó un contrato discográfico con el sello discográfico del rapero estadounidense Lil Bibby Grade A Productions y Columbia Records en 2019, debido a que hayo la canción titulada Blessings en la plataforma SoundCloud y le intereso su talento.  Laroi fue asesorado por el rapero Juice WRLD mientras lo apoyaba en sus giras nacionales australianas en 2018 y 2019. Saltó a la fama a fines de 2019 cuando el video musical de su canción «Let Her Go» se subió a Lyrical Lemonade. En 2020, su canción «Diva» con Lil Tecca también se subió a Lyrical Lemonade y rápidamente acumuló más de 20 millones de visitas. En marzo de 2020, lanzó «Addison Rae», una canción que lleva el nombre de la popular usuaria de TikTok del mismo nombre. En abril de 2020, colaboró con el rapero Lil Tjay en la canción «Fade Away». El 12 de junio de 2020, Laroi lanzó su muy esperada colaboración con el fallecido Juice WRLD, titulada «Go». Se convirtió en su primer sencillo en la lista de éxitos de los Estados Unidos Billboard Hot 100, debutando en el número 52. En julio, apareció en el álbum póstumo Legends Never Die de Juice Wrld en la canción «Hate the Other Side», que debutó en número 10 en el Hot 100, convirtiéndose en su primer top 10. El 17 de julio, Laroi lanzó «Tell Me Why», un tema tributo a Juice Wrld, y el segundo sencillo de su mixtape F*ck Love, lanzado el 24 de julio.
El 28 de enero de 2021, Laroi lanzó una nueva canción titulada "Still Chose You", producida por el productor discográfico Mustard, en una historia de Instagram como el sencillo principal de su próximo primer álbum de estudio que fue lanzado junto con un set de videos musicales de Lyrical Lemonade dirigida por Cole Bennett. El 19 de marzo, Laroi apareció en el sexto álbum de estudio del cantante canadiense Justin Bieber Justice, en la canción "Unstable".
El 9 de julio lanzó su última colaboración con el cantante canadiense, Justin Bieber, con un sencillo llamado “Stay” que debutó en la posición número 3, sin embargo en su tercera semana alcanzó el número 1.
Y más tarde, en 2024 lanzó otro sencillo  llamado: GIRLS.

## Discografía

### Mixtapes
| Título    | Detalles | Posiciones en listas | Posiciones en listas | Posiciones en listas | Posiciones en listas | Posiciones en listas | Posiciones en listas | Posiciones en listas | Certificaciones                                                                           |
| Título    | Detalles | AUS                  | BEL (FL)             | CAN                  | IRE                  | NZ                   | RU                   | EUA                  | Certificaciones                                                                           |
| --------- | --- | -------------------- | -------------------- | -------------------- | -------------------- | -------------------- | -------------------- | -------------------- | ----------------------------------------------------------------------------------------- |
| F*ck Love | - Lanzamiento: 24 de julio de 2020 - Sello: Grade A, Columbia Records - Formatos: Descarga digital, streaming | 1                    | 5                    | 1                    | 5                    | 2                    | 6                    | 1                    | - AUS: Platino - CAN: Platino - DIN: Platino - EUA: 2× Platino - NZ: 2× Platino - RU: Oro |

### Extended plays
| Título          | Detalles |
| --------------- | --- |
| 14 with a Dream | - Lanzamiento: 16 de agosto de 2018 (Exclusivo de SoundCloud y YouTube) - Sello: Autolanzamiento - Formatos: Descarga digital, streaming |

### Sencillos

#### Como artista principal
| Año  | Sencillo                                 | Posiciones en listas | Posiciones en listas | Posiciones en listas | Posiciones en listas | Posiciones en listas | Posiciones en listas | Posiciones en listas | Posiciones en listas | Certificaciones | Álbum                 |
| Año  | Sencillo                                 | AUS                  | CAN                  | DIN                  | EUA                  | NOR                  | NZ                   | RU                   | SUE                  | Certificaciones | Álbum                 |
| ---- | ---------------------------------------- | -------------------- | -------------------- | -------------------- | -------------------- | -------------------- | -------------------- | -------------------- | -------------------- | --- | --------------------- |
| 2018 | «Blessings»                              | —                    | —                    | —                    | —                    | —                    | —                    | —                    | —                    | | 14 with a Dream       |
| 2019 | «Winning»                                | —                    | —                    | —                    | —                    | —                    | —                    | —                    | —                    | | Sin álbum             |
| 2019 | «Let Her Go»                             | —                    | —                    | —                    | —                    | —                    | —                    | —                    | —                    | - AUS: Oro - EUA: Oro | Sin álbum             |
| 2020 | «Diva» (con Lil Tecca)                   | 76                   | —                    | —                    | —                    | —                    | —                    | —                    | —                    | - AUS: Oro - EUA: Platino | Sin álbum             |
| 2020 | «Addison Rae»                            | 76                   | —                    | —                    | —                    | —                    | —                    | —                    | —                    | - AUS: Oro | Sin álbum             |
| 2020 | «Fade Away» (con Lil Tjay)               | 73                   | —                    | —                    | —                    | —                    | —                    | —                    | —                    | - EUA: Oro | Sin álbum             |
| 2020 | «Go» (Laroi y Juice Wrld)                | 23                   | 40                   | —                    | 52                   | —                    | 32                   | 43                   | —                    | - AUS: Platino - CAN: Platino - EUA: 2× Platino - RU: Plata                                                                                 | F*ck Love             |
| 2020 | «Tell Me Why»                            | 49                   | 86                   | —                    | —                    | —                    | —                    | —                    | —                    | - AUS: Oro - EUA: Oro | F*ck Love             |
| 2020 | «Need You Most (So Sick)»                | 79                   | —                    | —                    | —                    | —                    | —                    | —                    | —                    | - AUS: Oro - EUA: Oro | F*ck Love             |
| 2020 | «So Done»                                | 6                    | 24                   | 29                   | 59                   | 4                    | 17                   | 38                   | 38                   | - AUS: 3× Platino - CAN: Oro - DIN: Oro - EUA: Platino - NZ: Oro - RU: Plata                                                                | F*ck Love (Savage)    |
| 2020 | «Reminds Me of You» (Laroi y Juice Wrld) | —                    | 56                   | —                    | 89                   | —                    | —                    | 63                   | —                    | | Sin álbum             |
| 2020 | «Without You» (Solo o con Miley Cyrus)   | 1                    | 7                    | 1                    | 8                    | 1                    | 8                    | 2                    | 5                    | - AUS: 7× Platino - CAN: 2× Platino - DIN: Platino - EUA: 3× Platino - NOR: 3× Platino - NZ: Platino - RU: Platino - SUE: Platino           | F*ck Love (Savage)    |
| 2021 | «Stay» (Laroi y Justin Bieber)           | 1                    | 1                    | 1                    | 1                    | 1                    | 1                    | 2                    | 1                    | - AUS: 10× Platino - EUA: 4× Platino - DIN: 2× Platino - NOR: 2× Platino - NZ: 3× Platino - RU: 2× Platino - SUE: 3× Platino - JAP: Platino | F*ck Love 3: Over You |
| 2022 | «Thousand Miles»                         | 4                    | 11                   | 19                   | 15                   | 13                   | 6                    | 21                   | 14                   | - AUS: Platino - EUA: Oro | Kids Are Growing Up   |

#### Como artista Invitado
| Sencillo                                               | Año  | Mejores posiciones | Mejores posiciones | Álbum             |
| Sencillo                                               | Año  | AUS                | NZ                 | Álbum             |
| ------------------------------------------------------ | ---- | ------------------ | ------------------ | ----------------- |
| «Go Dumb» (Y2K con Blackbear, Laroi & Bankrol Hayden)  | 2020 | —                  | —                  | Sin álbum         |
| «Costa Rica (Remix)» (Bankrol Hayden ft The Kid Laroi) | 2020 | —                  | —                  | Pain Is Temporary |
| «Hell Bent» (Tokyo's Revenge con Laroi)                | 2020 | —                  | —                  | 7even             |
| «My City» (Onefour con Laroi)                          | 2020 | 28                 | —                  | Against All Odds  |
| «All My Life» (Kenece con Laroi)                       | 2021 | —                  | —                  | Sin álbum         |

### Otras canciones
| Título                    | Año  | Posiciones en listas | Posiciones en listas | Álbum     |
| Título                    | Año  | NZ Hot               | US Bub.              | Álbum     |
| ------------------------- | ---- | -------------------- | -------------------- | --------- |
| «Maybe»                   | 2020 | 13                   | —                    | F*ck Love |
| «Wrong» (con Lil Mosey)   | 2020 | 6                    | 9                    | F*ck Love |
| «Not Fair» (con Corbin)   | 2020 | 12                   | —                    | F*ck Love |
| «Need You Most (So Sick)» | 2020 | 10                   | —                    | F*ck Love |

## Videos Musicales
| Título                                                     | Año                    | Director               | Ref.                   |
| Como artista Principal                                     | Como artista Principal | Como artista Principal | Como artista Principal |
| ---------------------------------------------------------- | ---------------------- | ---------------------- | ---------------------- |
| "Let Her Go"                                               | 2019                   | Cole Bennett           | [ 55 ]                 |
| "Diva" (con Lil Tecca)                                     | 2020                   | Cole Bennett           | [ 56 ]                 |
| "Go" (con Juice Wrld)                                      | 2020                   | Steve Cannon           | [ 57 ]                 |
| "Tell Me Why"                                              | 2020                   | Cole Bennett           | [ 58 ]                 |
| "Not Fair" (con Corbin)                                    | 2020                   | Alex Howard            | [ 59 ]                 |
| "I Wish"                                                   | 2020                   | Josh Jones             | [ 60 ]                 |
| "Selfish"                                                  | 2020                   | Steve Cannon           | [ 61 ]                 |
| "Wrong" (con Lil Mosey)                                    | 2020                   | Logan Paul             | [ 62 ]                 |
| "So Done"                                                  | 2020                   | Cole Bennett           | [ 63 ]                 |
| "Hell Bent" (con Tokyo's Revenge)                          | 2020                   | Miles & AJ             | [ 64 ]                 |
| "Always Do"                                                | 2020                   | Steve Cannon           | [ 65 ]                 |
| "Maybe"                                                    | 2020                   | Josh Jones             | [ 66 ]                 |
| "Without You"                                              | 2020                   | Steve Cannon           | [ 67 ]                 |
| "Tragic" (con YoungBoy Never Broke Again & Internet Money) | 2020                   | Steve Cannon           | [ 68 ]                 |
| "Without You" (con Miley Cyrus)                            | 2021                   | Miley Cyrus            | [ 69 ]                 |
| "Stay" (con Justin Bieber)                                 | 2021                   | Colin Tilley           | [ 70 ]                 |
| "Not Sober" (con Polo G & Stunna Gambino)                  | 2021                   | Steve Cannon           | [ 71 ]                 |
| "Still Chose You" (con Mustard)                            | 2021                   | Arrad                  | [ 72 ]                 |
| Como artista Invitado                                      |                        |                        |                        |
| "No Return" (Polo G con the Kid Laroi & Lil Durk)          | 2021                   | Mooch                  | [ 73 ]                 |
| Cameos                                                     |                        |                        |                        |
| "Blueberry Faygo" (Lil Mosey)                              | 2020                   | Cole Bennett           | [ 74 ]                 |

## Premios y nominaciones
| Año  | Premio                          | Categoría                         | Nominado               | Resultado | Referencias |
| ---- | ------------------------------- | --------------------------------- | ---------------------- | --------- | ----------- |
| 2025 | Nickelodeon Kids' Choice Awards | Estrella musical mundial favorita | Ella misma (Australia) | Nominada  | [ 75 ]      |